# يوكي كاكيتا
يوكي كاكيتا (باليابانية: 垣田 裕暉) (14 يوليو 1997 في غونما في اليابان - )؛ هو لاعب كرة قدم ياباني سابق كان يلعب كمهاجم.

## وصلات خارجية
- يوكي كاكيتا على موقع رابطة كرة القدم اليابانية للمحترفين (اليابانية)
- يوكي كاكيتا على موقع إي إس بي إن إف سي (الإنجليزية)
- يوكي كاكيتا على موقع قاعدة بيانات كرة القدم.إي يو (الإنجليزية)
- يوكي كاكيتا على موقع Soccerway.com (الإنجليزية)
- يوكي كاكيتا على موقع عالم كرة القدم.نت (الإنجليزية)
- يوكي كاكيتا على موقع AS.com (الإسبانية)